# Fairey Seafox
Fairey Seafox – brytyjski pokładowy wodnosamolot rozpoznawczy używany w pierwszych latach II wojny światowej.

## Historia
Fairey Seafox powstał na zamówienie S.11/32 jako dwuosobowy rozpoznawczy wodnosamolot pokładowy dla Fleet Air Arm. Projekt przedstawiony przez Fairey Aviation został zaakceptowany i w początku 1936 roku wytwórnia otrzymała kontrakt na budowę 49 maszyn, uzupełniony we wrześniu przez zamówienie na dalszych 15. Oblot prototypu miał miejsce 27 maja 1936 roku, po pozytywnym zakończeniu prób na początku 1937 roku podjęto produkcję. Pierwszy z samolotów seryjnych opuścił zakłady 23 kwietnia 1937 roku.
Produkcja 64 zakontraktowanych maszyn trwała do 1938 roku. Trafiły one na wyposażenie okrętów Royal Navy, głównie krążowników i krążowników pomocniczych. Zastępowane w linii przez nowocześniejsze amfibie Supermarine Walrus i pływakowe wersje Fairey Swordfish, służyły do 1942 roku, kiedy zostały ostatecznie wyparte przez Vought OS2U Kingfisher. Pojedyncze egzemplarze były używane do celów szkoleniowych do 1943 roku.
Podczas bitwy u ujścia La Platy 13 grudnia 1939 roku Fairey Seafox katapultowany z krążownika lekkiego HMS „Ajax” prowadził korygowanie ognia artyleryjskiego własnych okrętów, przyczyniając się do zwycięstwa Brytyjczyków. Jego pilot, porucznik E.D.G. Lewin, został, jako pierwszy żołnierz FAA w czasie II wojny światowej, odznaczony za tę akcję Distinguished Service Cross.

## Opis konstrukcji
Fairey Seafox był wodnosamolotem pływakowym, dwupłatem o konstrukcji metalowej ze skrzydłami krytymi płótnem. Nietypowy był układ miejsc załogi: pilot zajmował odkryty kokpit, za którym znajdowała się zamknięta kabina obserwatora. Napęd w maszynach seryjnych stanowił silnik rzędowy Napier Rapier VI o mocy 395 hp. Uzbrojenie składało się z pojedynczego, ruchomego karabinu maszynowego kalibru 7,7 mm w kabinie obserwatora, służącego do obrony tylnej półsfery.